# Zentralblatt für Chirurgie
Das Zentralblatt für Chirurgie ist die älteste deutsche Fachzeitschrift für Chirurgie.

## Geschichte
Das Zentralblatt für Chirurgie erschien erstmals am 4. April 1874 im Verlag Breitkopf & Härtel, später beim Johann Ambrosius Barth Verlag. Ansässig waren beide Verlage in Leipzig, der Hauptstadt des wissenschaftlichen Verlagswesens mit einem der angesehensten Lehrstühle für Chirurgie. Herausgeber waren Ladislaus von Lesser (Berlin), Max Schede (Halle) und Hermann Tillmanns (Leipzig). Viele Berühmtheiten zählten zu den Autoren, viele medizinische Entdeckungen wurden dort publiziert. Kriegsbedingt mussten die Publikationen 1944 mit Heft 39/40 eingestellt werden. Nach dem Zweiten Weltkrieg konnte das Zentralblatt als erste chirurgische Fachzeitschrift in den vier Besatzungszonen Deutschlands wieder erscheinen. Zum 1. Juli 1947 erteilte die Sowjetische Militäradministration in Deutschland die Lizenz. Der neue Chefredakteur Erwin Gohrbandt (Berlin) schrieb zum Geleit des ersten Nachkriegshefts 72 (1947):

„Wir sind uns bewusst, dass auch auf unserem Fachgebiet eine neue Phase der Entwicklung
beginnt. Auch die Chirurgie ist durch die politischen und durch die traurigen Ereignisse
des Krieges in eine Richtung gedrängt worden, aus der wir wieder zurück finden müssen zu
echter demokratischer Forschung und damit auch zu einer noch engeren Zusammenarbeit
mit der chirurgischen Wissenschaft aller anderen Kulturstaaten. In Zukunft soll die Chirurgie
nicht mehr dem Kriege dienen, sondern dem Frieden.“

Das traditionsreiche Zentralblatt erschien in der Sowjetischen Besatzungszone mit 12 Heften pro Jahr. Ab 1950 mit 24 Heften und ab 1952 wieder mit wöchentlichen Ausgaben, war es in der Deutschen Demokratischen Republik das wichtigste (und weltoffene) Publikationsorgan der Chirurgie. Es gehörte auch in der Bundesrepublik zum Bestand aller Klinikbibliotheken. Mit der Übernahme der Chefredaktion durch Walter Schmitt bei gleichzeitig neuem Redaktionskollegium erfolgte eine Neukonzeption des Zentralblatts. Es gelang von 1972 bis 1985 die Abonnentenzahl zu verdoppeln. Neben Autoren aus der DDR wurden auch viele aus der Bundesrepublik Deutschland, dem deutschsprachigen Ausland und anderen Ländern gewonnen. Durch den weitgehenden Wegfall des privaten Bezugs ausländischer Fachzeitschriften seit den 1960er Jahren wurde das Zentralblatt, nun auch Organ der Gesellschaft für Chirurgie der DDR, die entscheidende fachliche Informationsquelle für die Chirurgen der DDR mit Originalarbeiten, Referaten, Tagungs- und Kongressberichten aus dem In- und Ausland.
Im Jahr 2000 übernahm die Thieme Verlagsgruppe die Zeitschrift als Zentralblatt für Chirurgie – Zeitschrift für Allgemeine, Viszeral-, Thorax- und Gefäßchirurgie. Sie erscheint heute in jährlich sechs Ausgaben.

## Chefredakteure
- 1947–1961: Erwin Gohrbandt, Berlin
- 1962–1971: Ernst Derra, Düsseldorf
- 1972–1985: Walter Schmitt, Rostock
- 1986–1991: Helmut Wolff, Berlin
- 1992–2008: Reinhart Grundmann, Melsungen[3]

## Organschaften
- Deutsche Gesellschaft für Thoraxchirurgie
- Vereinigung der Bayerischen Chirurgen
- Berliner Chirurgische Gesellschaft – Vereinigung der Chirurgen Berlins und Brandenburgs
- Vereinigung Mittelrheinischer Chirurgen
- Vereinigung Niederrheinisch-Westfälischer Chirurgen
- Vereinigung Norddeutscher Chirurgen
- Mitteldeutsche Chirurgenvereinigung
- Thüringische Gesellschaft für Chirurgie